# Biliran (Biliran)
Biliran is een gemeente in de Filipijnse provincie Biliran op het gelijknamige eiland. Bij de laatste census in 2007 had de gemeente bijna 15 duizend inwoners.

## Geografie

### Bestuurlijke indeling
Biliran is onderverdeeld in de volgende 11 barangays:
| - Bato - Burabod - Busali - Hugpa - Julita - Canila | - Pinangumhan - San Isidro - San Roque - Sanggalang - Villa Enage |

## Demografie
Biliran had bij de census van 2007 een inwoneraantal van 14.947 mensen. Dit zijn 1.130 mensen (8,2%) meer dan bij de vorige census van 2000. De gemiddelde jaarlijkse groei komt daarmee uit op 1,09%, hetgeen lager is dan het landelijk jaarlijks gemiddelde over deze periode (2,04%). Vergeleken met de census van 1995 is het aantal mensen met 1.172 (8,5%) toegenomen.

De bevolkingsdichtheid van Biliran was ten tijde van de laatste census, met 14.947 inwoners op 70,3 km², 212,6 mensen per km².